# Halti
Halti (på finsk: Haltiatunturi, nordsamisk: Háldi, svensk: Haldefjäll) er det højeste fjeld i Finland, og er med sine 1.324 meter over havet også det højeste punkt i landet.
Fjeldet findes i kommunen Enontekiö, som er del af lenet og regionen Lapland, på grænsen mellem Norge og Finland. Den højeste del af Halti på 1.365 meter er faktisk i Norge og kaldes Ráisduattarháldi. Det højeste punkt i Finland er en spids af Ráisduattarháldi på 1.324 meter kendt som Hálditšohkka på grænsen til Norge
Halti blev kortlagt af finnen Erkki Perä.
Det højeste bjerg, hvis spids er i Finland er Ridnitšohkka på 1.316 meter.
En 50 km lang vandresti går fra Saana, Kilpisjärvi til Halti.